# Ultra (serbski kanał telewizyjny)
Ultra – serbski kanał telewizyjny adresowany do dzieci. Został uruchomiony w 2008 roku.
Stacja nadawała treści przeznaczone dla dzieci w wieku do 10 lat. W 2011 r. powstał siostrzany kanał Mini Ultra, skierowany do najmłodszych widzów.
W 2019 roku oba kanały zostały zamknięte. Ich następcami są stacje Vavoom i Pikaboo.